# Aéroport Sultan Haji Ahmad Shah
L'aéroport Sultan Ahmad Shah (code IATA : KUA • code OACI : WMKD) est un aéroport desservant la ville de Kuantan dans l'état de Pahang en Malaisie, à 15 kilomètres du centre-ville. En 2009, l'aéroport accueillait 226 912 passagers, et dispose d'une capacité d'accueil de plus d'un million de passagers.
C'est aussi une base aérienne de la Royal Malaysian Air Force, hébergeant 6 escadrons BAe Hawk et 19 escadrons MiG-29.

## Situation
| Alor · Setar Ba'kelalan Bario Bintulu Ipoh Johor Bahru Kerteh Kota Bharu Kota · Kinabalu Kuala · Lumpur Kuala Terengganu Kuantan Kuching Kudat Labuan Lahad Datu Langkawi Lawas Limbang Long · Akah Long · Banga Long Lellang Long · Seridan Malacca Marudi Miri Mukah Mulu Pulau · Pangkor Penang Pulau Redang Sandakan Sibu Subang Tanjung · Manis Tawau |

## Compagnies aériennes et destinations
| Compagnies        | Destinations     |
| ----------------- | ---------------- |
| Firefly           | Singapour-Changi |
| Malaysia Airlines | Kuala Lumpur     |
| Scoot             | Singapour-Changi |

Édité le 28/02/2018

## Trafic et statistiques
Pour des raisons techniques, il est temporairement impossible d'afficher le graphique qui aurait dû être présenté ici.

Voir la requête brute et les sources sur Wikidata.

## Galerie

Darul Makmur Airport
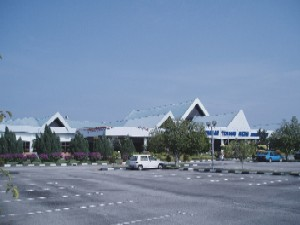
Vue extérieure depuis le parking